# Pic Brulle
Le pic Brulle, ou le pic de la Cascade central, est un sommet des Pyrénées situé sur la frontière franco-espagnole et qui culmine à 3 106 ou 3 111 m d'altitude dans le massif du Mont-Perdu.

## Toponymie

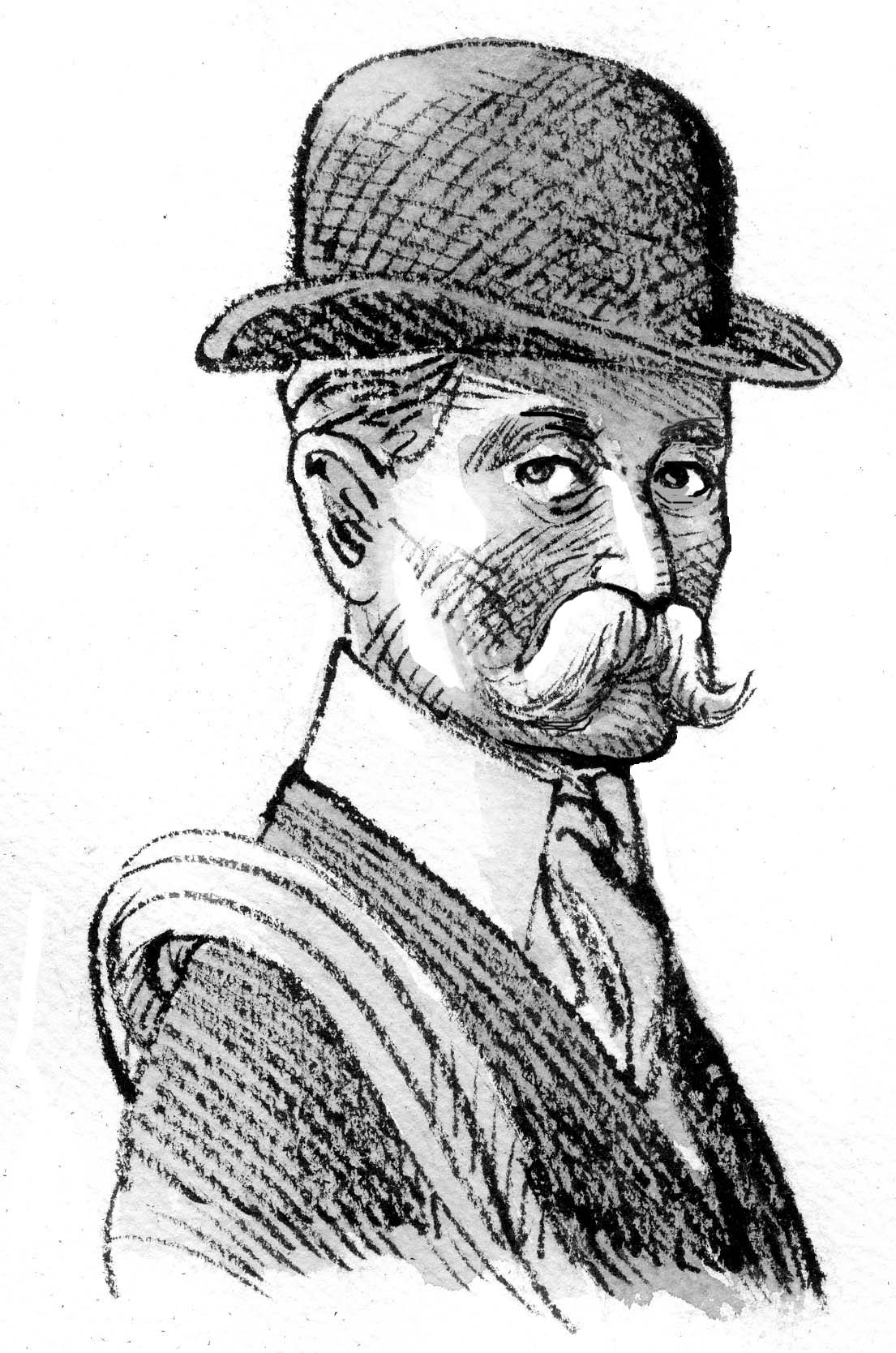
Henri Brulle (dessin de Jean-Claude Pertuzé).

Nommé aussi pic de la Cascade central, le sommet fut nommé en l'honneur d'Henri Brulle.

## Géographie
Administrativement, le pic Brulle dépend côté français de la région Occitanie, département des Hautes-Pyrénées, et côté espagnol de la communauté autonome d'Aragon, province de Huesca.

### Hydrographie
Le sommet délimite la ligne de partage des eaux entre le bassin de l'Adour, qui se déverse dans l'Atlantique côté nord, et le bassin de l'Èbre, qui coule vers la Méditerranée côté sud.

### Géologie
Le sommet est composé de calcaires massifs à algues, calcaires à milioles, calcaires gréseux datant du Sélandien-Thanétien.